# 佐兰·日夫科维奇 (手球运动员)
佐兰·日夫科维奇（羅馬化：Zoran Živković，1945年4月5日—），塞尔维亚男子手球运动员。他曾代表南斯拉夫国家队参加1972年夏季奥林匹克运动会手球比赛，获得一枚金牌。